# 鋼鐵吉克
《鋼鐵吉克》（日语：鋼鉄ジーグ）為一套日本機械人動畫，原作是永井豪、安田達矢與Dynamic企画，東映動畫製作。1975年10月5日到1976年8月29日在日本NET（朝日電視台）播出，香港於1978年7月1日至8月19日於佳藝電視以《金剛飛天鑽》的名稱播出，為其「七月佳視」的重點節目之一，佳藝電視結業後轉往無線電視翡翠台播放。

## 作品解説
考古學家司馬遷次郎博士從挖出的古文物“銅鐸”上解密出知道古代日本的邪惡國家“邪魔大王國”的女王妃魅禍即將復活，備戰時受到妃魅禍派出的部下襲擊不幸身亡，所幸有先見之明的司馬博士臨死前將自己的意識移植到了研究所電腦上。
另一面，司馬博士的兒子司馬宙在賽車比賽上遭遇事故卻一點傷都沒有，原因為宙在意外重傷後由他父親把他製成改造人，配戴專屬手套後雙拳合打喊出口號即能後變身成強化人並轉變成鋼鐵吉克的頭部，再由輔助機射出身體不同零件合體成為鋼鐵吉克。他從父親上得知了邪魔大王國的存在，因此與企圖支配人類的邪魔大王國戰鬥。

2007年4月5日在WOWOW放送播出續集《鋼鐵神吉克》，第一集原作者安田達矢有積極參與。

## 登場角色

### Build Base 研究所一方
司馬遷次郎博士在考古發現銅鐸後，解讀其上面的預言與秘密發現邪魔大王國將於千年後復活襲來，為了防範他們而建造的研究所
司馬宙
聲：古谷徹
本作主角，18歲，性格火爆急躁，因此有時會與大家衝突，對於父親重於工作很反感。在家經營一間小小的「司馬修車廠」，興趣愛好是賽車，夢想是成為日本一流賽車手，除了擅長駕駛汽、機車外，高中時也參加過柔道部，本身戰鬥力很高。重視和家人的親情。起初抗拒戰鬥，在父親嚴厲的鍛煉下而有了思想覺悟，也曾為所有人都隱瞞自己是改造人的身份而迷惘。於父親死後堅持著要成為一家之主、養家糊口，並不想母親外出工作或接受生活補助。
因發生意外被父親改造成改造人，體內藏了掌握著邪魔大帝國重要秘密的銅鐸。雖為改造人但他的生活起居、生理現象與一般人完全無異，也一樣會受傷。故事中期通過父親的鞭斥與自我鍛煉習得新的改造人形態，擁有更強的戰鬥能力，並增加了一對武器「吉克鞭子」。
與原作「電視雜誌」版漫畫中的故事不同，是被捲入壹鬼馬對司馬博士的暗殺下成為改造人，父子倆關係也很好，宙的體內也沒有秘密與銅鐸，因此一開始就沒有迷惘，而是有強烈的對抗邪魔大王國意志。且宙在被殺害的前一天，其實剛奪得國際賽車世界冠軍。
卯月 美和
聲：吉田理保子；吉田美保（機器人大戰系列）
輔助戰機BIG SHOOTER的駕駛員，宙總是用「小美」來稱呼，因幼時父母下落不明而被司馬家收養為養女。長大作為司馬博士的助手，看到博士為了防範邪魔大王國到來連家庭都不顧也決定奉獻青春來對抗敵人。擁有高超的飛行駕駛能力，也擁有擊敗哈尼瓦兵的戰鬥力。其髮環按下後會出現護目鏡。雖作為女主角但並沒有與宙有太多感情刻劃。
原作漫畫中仍是博士的助手與BIG SHOOTER的駕駛員，但並非養女，外型性格也不同且有一位哥哥。
司馬 遷次郎
聲：村瀬正彦
宙的父親，Build Base原所長，初為考古學家，在25年前考古時發現銅鐸後，從上頭解讀出妃魅禍即將復活，崇尚自由的他因此建造了研究所“Build Base”為此做準備。司馬博士才能極高，因此將重傷的宙改造成改造人並開發出了巨大機械人“鋼鐵吉克”。於故事開頭即受到襲擊死亡，亡前將作為通訊器的墜飾與變身的手套交與宙，因事前就深怕遇到不測而早在研究所設立了擬似人格電腦並輸入了記憶，因此在劇中仍藉由墜飾不斷鞭策著宙的成長，必要時會開著避難艙協助作戰。
大利博士
聲：田の中勇
在司馬博士過世後繼任為研究所長，負責指揮並努力保護與開發研究所及鋼鐵吉克的新零件，並無償改造設計了新的“機械丼”。原作漫畫並未登場，一切皆由司馬博士指揮。
司馬 菊江
聲：山口奈奈
宙的母親，是位溫柔賢惠的女性，在孩子們有困難時會給予開導。在丈夫死後拒絕了研究所的生活輔助，為了扶持家計偷偷外出打工或是在研究所內工作，遭到宙的反對。
司馬 真由美
聲：高橋和枝
宙正在讀幼稚園的妹妹，雖然年紀小卻意外膽大，崇拜鋼鐵吉克。與原作不同是少數不知道鋼鐵吉克身分的人，原作漫畫裡是知道宙是改造人與鋼鐵吉克的。
黒鷲丼
聲：緒方賢一
將宙視為勁敵車手的男子，和宙在高中時有一段淵源，因此也開了家自己的修車廠「黑鷺修車廠（丼修理廠）」。一開始就推測出宙就是鋼鐵吉克，為了不輸鋼鐵吉克的競爭心態下開發出機械人“機械丼”並做為主駕駛。之後大利博士協助開發改造出新的機械丼，與跟班斑鳩於劇中多次於危難中拯救了鋼鐵吉克與研究所。原作漫畫並未登場。
斑鳩
聲：加藤修
丼的跟班及員工，一副傻愣的樣子，是個超級大胃王，作為機械丼的輔助駕駛，受幫助後對美和有好感。原作漫畫並未登場。
小不點
聲：山田俊司
宙的修車廠員工，個子非常矮小但食量卻不小，與司馬一家住在一起。原作漫畫並未登場。
ゲラ
聲：田の中勇
每當丼與斑鳩搞砸事情時就會出現大聲嘲笑的粉紅色神祕小動物，甚至會對他倆作怪。原作漫畫並未登場。

### 邪魔大王國
由女王妃魅禍統治的豐饒國家，被強大的蠻族入侵毀滅之際使用自身的異次元科學法術長眠。千年後甦醒而來欲統治全日本
女王妃魅禍
聲：吉田理保子；吉田美保（機器人大戰系列）
使用異次元科學法術的女王，能賦予土石等無生物生命，曾掌控了古代日本。與族人沉睡千年後醒來，為爭奪司馬博士挖到的銅鐸上的邪魔大王國的復活預言與秘密而帶領三大幹部與鋼鐵吉克展開激戰。儘管她很關愛下屬，但對三大幹部為了爭奪功名行為懊惱。故事中期終於解開了銅鐸上的祕密，是能獲得操縱熔岩火龍的巨大兵器密鑰，實際完全搞錯，於成功打開了地底深處的異次元門時馬上被裡頭封印的龍魔帝王殺害。
三大幹部
壹鬼馬
聲：緒方賢一
三大幹部的頭領，復活成功因此是最像人的。屬於善用頭腦的智囊型角色，也善於用劍。
阿磨疎
聲：山田俊司
復活失敗導致外型如岩石一般。善於使用卑鄙的戰術，使用手上的長杖發射光束攻擊。
壬魔使
聲：加藤修
復活之際失敗導致一半身體為人一半為岩石，為蠻力型的角色，使用鏈球當武器，也是對妃魅禍最忠心的一人。原作漫畫為帶領士兵攻擊龍魔帝王的使者而被瞬殺。
哈尼瓦兵
由女王妃魅禍所製造出來的土石士兵，造型如古墳時代的男子，使用長劍。因其為異次元科學法術造成的能配合作戰隨意變換外型。
武
聲：野田圭一
被復活的邪魔大王國最強將軍，其外型大致與哈尼瓦兵無異，只有頭多了愛妻給的寶石頭冠與服裝，幻人化後寶石能發射破壞光線。因愛妻因病而逝退出了戰場，其未曾一敗的強大的武勇至今仍被流傳。因美和與亡妻神似而決定不配合使用戰術與鋼鐵吉克進行單挑。
龍魔帝王
聲：加藤修
在妃魅禍解開銅鐸的千年祕密後使用異次元科學法術解開邪魔大王國深處「龍的入口」，其異次元門打開出現的是充滿岩漿的房間，內所封印的其實是地獄帝王-龍魔帝王，他一直虎視眈眈著三維世界而非異次元世界。在封印解開初登場即殺害了女王妃魅禍並奪取掌管了邪魔大王國並欲征服世界，與愛惜部下的妃魅禍不同隨意指使幹部且性格自大傲慢不得人心，一但部下失敗就會受到懲罰或死亡威脅，就算知道部下反逆也並不認為能有多大作用，清除威脅後繼續使喚他人。使用的部下皆從哈尼瓦幻人、哈尼瓦兵改換成更強戰鬥力的機械獸與機械兵。
原作漫畫中其實為指導人類祖先智慧與進化的上古人物並因此自稱為神，在流浪數千年後返回，認為該回來支配這漂亮的地球；而妃魅禍也是被他弄長眠的，變成完全與銅鐸無關。
芙蘿拉將軍
聲：山口奈々
龍魔帝王的直屬幹部，較三幹部還要受器重。平時會幻化成一朵花。會變成各式造型的女性登場，使用一柄西洋劍為武器。原為某山中部落的村長之女，在龍魔帝王攻擊村莊時而亡，被帝王復活後並要求聽令於他，雖知帝王是屠村兇手仍為了感謝復活而協助幹壞事。因與三幹部不斷戰敗受罰加上與宙的相遇勸說而開始改變心境。原作漫畫並未登場。
機械兵
西洋甲冑外型的機械士兵，雖也使用長劍為主，但能因狀況使用各式冷熱兵器，腹部亦有兩個微型導彈發射口。原作漫畫並未登場。

## 工作人員
- 企画：横山賢二
- 製作担当：大野清
- 音楽：渡邊宙明
- 人物設計：中村一夫
- 作画監督：中村一夫、菊池城二、上村栄司、飯山嘉昌、白土武、富永貞義、兼森義則、谷口守泰、落合正宗、青鉢芳信
- 美術設定：浦田又治、勝又激
- 美術：浦田又治、伊藤英治、勝又激、下川忠海
- 首席總監：明比正行
- 演出：明比正行、宮崎一哉、新田義方、西沢信孝、森下孝三、芹川有吾、白土武、落合正宗、山吉康夫、大貫信夫
- NET製作人：宮崎慎一→後藤武彦
- 腳本：山浦弘靖、藤川桂介、安藤豊弘
- 背景：スタジオコスモス、マスコット　ほか
- 仕上：熊プロ、スタジオタージ
- 撮影：菅谷信行、佐野禎史、寺尾三千代、佐藤隆郎　ほか
- 記錄：黒石陽子、池田紀代子
- 編集：本山収→千蔵豊
- 錄音：二宮健治
- 選曲：宮下滋
- 効果：伊藤道広
- 製作進行：寒竹清隆、多田康之、宮崎静夫、鈴木紀男　ほか
- 現像：東映化学
- 制作：東映動画、NET、ジャパド

## 主題曲
- 片頭曲：（作詞：林春生／作曲：渡邊宙明／歌：水木一郎、哥倫比亞搖籃合唱團、蟋蟀'73）
- 香港版片頭曲：《金剛飛天鑽》（原曲︰渡邊宙明／原編曲：渡邊宙明／詞︰盧國沾／主唱：李龍基（佳視）／林嘉華（無綫）[3]）
- 片尾曲：（作詞：／作曲：渡邊宙明／歌：水木一郎、蟋蟀'73）

## 外部連結
- 東映アニメーション鋼鉄ジーグ （页面存档备份，存于）
- 鋼鉄ジーグ The Best unofficial site! (Italian)
- Jeeg 3D (Italian)